# Tannoy
Tannoy Ltd. ist ein traditionsreicher britischer Hersteller von Lautsprechern und professionellen Beschallungsanlagen.

## Geschichte des Unternehmens
Das Unternehmen wurde als Tulsemere Manufacturing Company 1926 in London gegründet. Der Name Tannoy ist eine Wortschöpfung, die aus den Silben Tantalum und Alloy (englisch für Legierung) entstand. Tantallegierungen wurden bei der Herstellung eines elektrischen Gleichrichters benutzt, dessen Produktion im Jahre 1926 begann, und so symbolisiert der Name immer noch ein Stück Unternehmensgeschichte. Der Unternehmensgründer Guy R. Fountain ließ am 10. März 1932 die Marke Tannoy für die Guy R. Fountain Ltd. lizenzieren.
Von 2002 an gehörte Tannoy (gemeinsam mit anderen namhaften Herstellern von Audiotechnik) zur dänischen Unternehmensgruppe TC Group (TC Electronic, TC-Helicon, Lab.gruppen, Lake, TC Applied Technologies and White Acoustics).
Heute gehört Tannoy zur Music Group.

## Entwicklungen

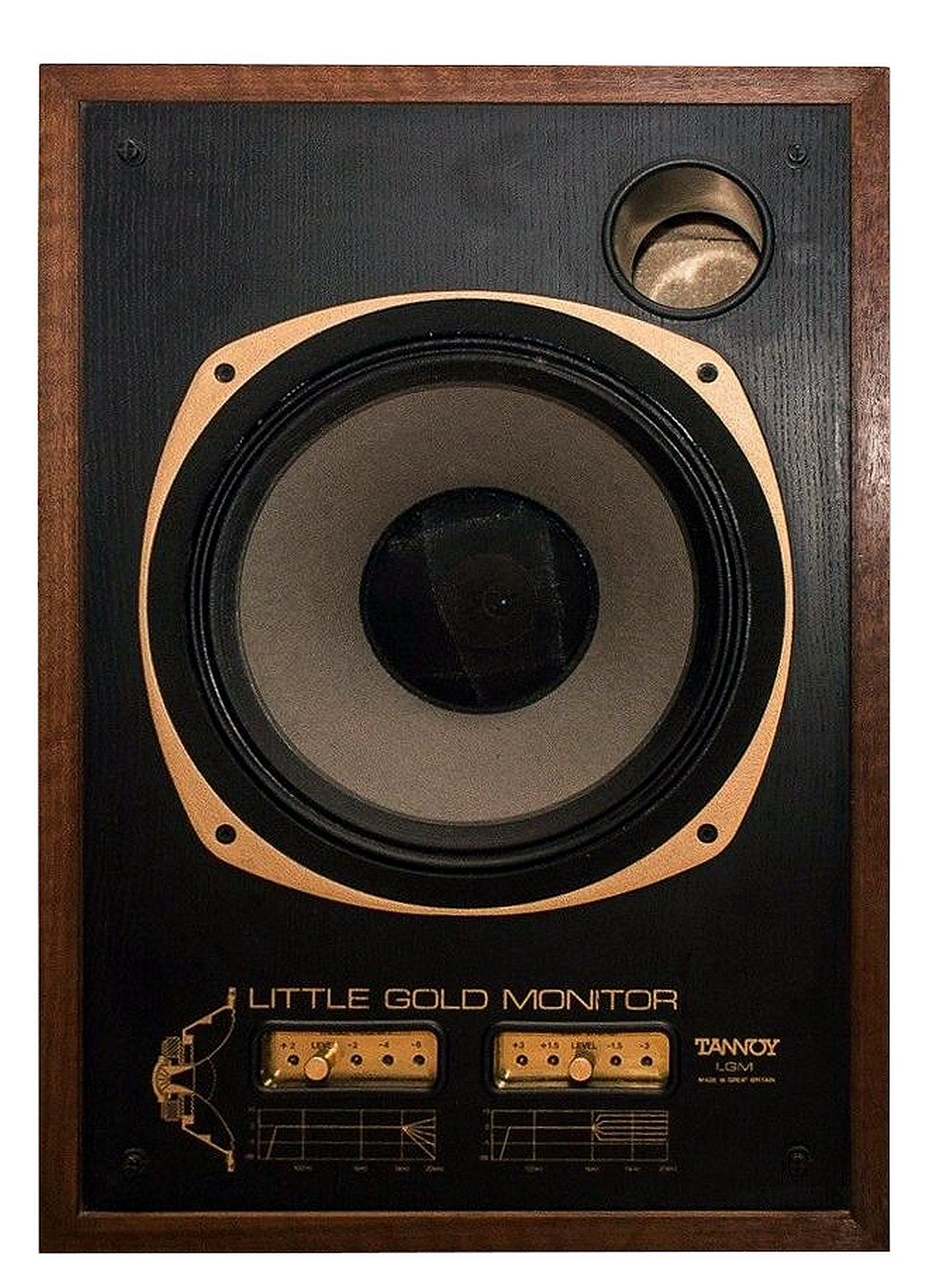
Ein professioneller Studio-Monitorlautsprecher Little Gold Monitor (ca. 1990) mit typischer Koaxial-Zweiwegekonstruktion, wobei der Basslautsprecher einen Durchmesser von 30 cm hat.

Tannoys wichtigste Entwicklung ist das „Dual Concentric“-Konstruktionsprinzip (siehe Koaxiallautsprecher), das in vielen Tannoy-Systemen Verwendung gefunden hat und findet. Das ist ein Zwei-Wege-System aus einem Tieftöner und einem vertieft in dessen Zentrum montierten Hochtöner, der über einen speziellen Hornkanal aus der Mitte des Tieftöners abstrahlt. Die vertiefte Montage wirkt dabei zeitkorrigierend, sie gleicht die höhere Trägheit des Tieftöners aus. So ergibt sich eine gute Punktschallquelle mit klarer, winkelunabhängiger Schallabstrahlung, woraus eine hohe Klangtreue und Sprachverständlichkeit resultiert. Tannoy produziert Heim-, Studio- und Beschallungslautsprecher mit Dual-Concentric-Systemen in Größen von 5 bis 15 Zoll.
1947 wurde „Dual Concentric“ auf einer Messe in Großbritannien vorgestellt. Die Vorteile machten den Lautsprecher schnell zu einem gefragten System. Durch seine besonders guten Abbildungsleistungen wurden mit „Dual Concentric“-Systemen ausgestattete Lautsprecher schnell zum Standard in britischen Studios und Rundfunkanstalten. Die Verwendung von Tannoy-Studiomonitoren bei den Aufnahmestudios begründete den legendären Ruf der Systeme. In den späten 50er Jahren entstanden auch für den Heimanwender Lautsprechersysteme mit dem „Dual Concentric“-Treiber.

## Trivia
Der Name Tannoy erlangte im Zweiten Weltkrieg breite Bekanntheit, nachdem dieser Hersteller die Schiffe der Royal Navy mit Durchsageanlagen ausstattete und zur Bedingung machte, den Markennamen auf den Lautsprechern sichtbar zu lassen. In der heutigen britischen Umgangssprache steht „Tannoy“ als Deonym für „Lautsprecheranlage“. Die Wendung „over the Tannoy“ fand Eingang in das Oxford English Dictionary. Im englischen Original des Romans Per Anhalter durch die Galaxis heißt es:

„Trillian sat hunched over a clump of instruments reading off figures. Her voice was carried round the Tannoy system of the whole ship.“